# Scott Haffner
Pour les articles homonymes, voir Haffner.
Scott Haffner, né le 2 février 1966, à Terre Haute, en Indiana, est un joueur américain de basket-ball. Il évolue au poste de meneur.

## Palmarès
- Joueur de l'année de la conférence Horizon League 1989